# Abdelaziz Bennani (avocat)
Pour les articles homonymes, voir Abdelaziz Bennani et Bennani.
Abdelaziz Bennani, né en 1939 à Fès, est un avocat marocain, membre du barreau de Casablanca, et militant des droits de l'homme. Il a été membre de l'Instance équité et réconciliation.

## Parcours
- En 1959, il obtient le baccalauréat après des études au lycée Moulay Driss, à Fès.
- En 1963, il obtient une licence en droit public après des études à la Faculté de droit à Rabat.
- En 1965, il devient membre du barreau de Casablanca.

### Syndicalisme estudiantin
- Il a été secrétaire général de la section de Rabat de l'Union nationale des étudiants du Maroc (UNEM), membre du comité exécutif de cette organisation estudiantine de 1959 à 1964.

### Activités de plaidoyer dans le cadre professionnel
- Dès ses débuts dans la profession, il a fait partie des collectifs de défense dans les procès d’opinion ou à caractère politique (par exemple : événements du 23 mars 1965, [[Omar Benjelloun (homme politique)

Aller à la navigationAller à la recherche|Omar Benjelloun]] en 1966, Ali Yata et autres membres du PLS interdit à la fin des années 1960, procès de Marrakech en 1971, Skhirat en 1971, militants de la gauche révolutionnaire en 1971-1972, Abdessalam Yassine des années plus tard, etc.), ou encore en lien avec la presse (L’Opinion, Al Alam, Al Mouharrir, Libération, Ittihad al-ichtiraki, etc.).
- Il a été le coordinateur de la première organisation des jeunes avocats à Casablanca en 1967.
- Il a été membre, puis vice-président de l’Association Internationale des Jeunes Avocats (AIJA) de 1967 à 1980, avant de devenir membre de l’Union Internationale des Avocats (UIA) dans les années 1980.

### Affiliation partisane
- Il a adhéré à l’Union Nationale des Forces Populaires (UNFP) à sa création en 1959.
- Il est devenu secrétaire de son organisation de jeunesse à compter de 1967, puis secrétaire régional à Casablanca et membre de la Commission administrative de juillet 1972 à janvier 1975.
- Il est rapporteur politique du Congrès constitutif de l’Union Socialiste des Forces Populaires (USFP) en janvier 1975 (rapport non présenté), secrétaire régional à Casablanca de l’USFP de 1975 à 1977.
- Après avoir commencé à geler ses activités partisanes dès la fin des années 1970, il démissionne officiellement de l’USFP en 1993.

### Détention
- Arrêté à son cabinet le 19 mars 1973, mesure suivie d’une perquisition par la police, en l’absence du bâtonnier, détenu au secret à Derb Moulay Cherif, avant de réapparaître avec ses camarades à la prison centrale de Kénitra
- Poursuivi « pour atteinte à la sûreté intérieure et extérieure de l’État », acquitté en août 1973, mais aussitôt détenu dans le camp militaire de Témara durant huit mois
- Détenu de nouveau à la prison centrale de Kénitra dans le cadre de nouvelles poursuites pour « complot contre le prince héritier »
- Libéré le 10 mai 1974 en cours d’instruction et acquitté par la Chambre criminelle de la Cour d’appel de Rabat, début décembre 1976

### Promotion des droits humains
- Membre de la Commission des libertés, animée par Abderrahman Youssoufi en 1987 et créée en vue de la création d’une organisation pluraliste et indépendante des droits de l’Homme
- Membre de la Commission des droits de l’Homme au sein de l’Union Internationale des Avocats (UIA) durant les années 1980
- Cofondateur de l’Organisation marocaine des Droits de l’Homme (OMDH), fondée le 10 décembre 1988 après trois interdictions successives
- Secrétaire général, puis vice-président de l’OMDH de décembre 1988 à mai 1991
- Président de l’OMDH de janvier 1992 à mars 2000
- Élu membre du Comité de liaison des ONG africaines (trois membres), par le Forum des ONG, tenu en marge de la Conférence Mondiale des Droits de l’Homme de Vienne  en 1993, après la participation au processus de préparation de ladite Conférence
- Ancien membre de l’Organe directeur de l’Institut Arabe des Droits de l’Homme (IADH)
- Vice-président de la Fédération Internationale des Droits de l’Homme de décembre 1997 à janvier 2001
- Cofondateur du Réseau Euro-Méditerranéen des Droits de l’Homme (REMDH), ayant pour objet de contribuer à la promotion de la clause des droits de l’Homme dans la Déclaration de Barcelone et dans les accords d’association. Élu président du dit Réseau en décembre 1997 et réélu lors de l’Assemblée générale de novembre 2000
- Membre du conseil des délégués de l’Organisation mondiale contre la torture (OMCT) en 1998
- Il participe aux débats sur les réformes du code des libertés publiques, du statut de la femme, sur la transition démocratique, le code de procédure pénale, les modalités de règlement définitif du dossier des violations graves des droits humains.
- Membre de l’Instance Équité et Réconciliation (2004-2005), il participe par la suite aux conférences et débats organisés au Maroc et à l’étranger sur les acquis et les insuffisances de l’IER

### Hommages
Il a reçu plusieurs hommages pour son engagement dans les droits humains. 
- Le 8 décembre 2012, il reçoit l’hommage de la Tunisie, représentée par son président, Moncef Marzouki, pour la solidarité agissante de nombre de militants pendant les années de braise.
- Le 4 décembre 2014, il reçoit le titre de « Défenseur de la démocratie », décerné par l'Association internationale des parlementaires (AIP).
- Le 9 décembre 2017, le Conseil national des droits de l'homme (CNDH) organise un hommage en son honneur et publie un livre de témoignage : Abdelaziz Bennani. L'éclaireur (Casablanca, Éditions La Croisée des chemins).

## Homonyme
- Abdelaziz Bennani (militaire marocain)